# Chiagne
Chiagne è un singolo del rapper italiano Geolier, pubblicato il 28 ottobre 2022 come primo estratto dal secondo album in studio Il coraggio dei bambini.

## Descrizione
Il brano ha visto la partecipazione del rapper Lazza e del duo di produttori Takagi & Ketra. Il testo affronta la conclusione di una storia d'amore e della sofferenza che ha portato ai due amanti.

## Tracce
Testi di Emanuele Palumbo, Jacopo Lazzarini e Davide Petrella, musiche di Alessandro Merli e Fabio Clemente.
1. Chiagne (feat. Lazza e Takagi & Ketra) – 2:59

## Classifiche

### Classifiche settimanali
| Classifica (2022) | Posizione massima |
| ----------------- | ----------------- |
| Italia            | 2                 |

### Classifiche di fine anno
| Classifica (2023) | Posizione |
| ----------------- | --------- |
| Italia            | 30        |

## Altre interpretazioni
Nel 2024 durante il Festival di Sanremo nella serata dedicata alle cover il brano è stato reinterpretato dallo stesso Geolier insieme a Gigi D'Alessio in un medley insieme a Guè con la canzone Brivido e Luchè con la canzone O primo amore intitolato Strade.